# Kristen Santos-Griswold
Kristen Santos-Griswold (ur. 2 listopada 1994 w Fairfield) – amerykańska łyżwiarka szybka specjalizująca się w short tracku, olimpijka z Pekinu 2022.
Obecnie mieszka w Salt Lake City.

## Wyniki

### Igrzyska olimpijskie
| Rok  | Gospodarz | 500 m | 1000 m | 1500 m | sztafeta kobiet | sztafeta mieszana |
| ---- | --------- | ----- | ------ | ------ | --------------- | ----------------- |
| 2022 | Pekin     | 17    | 4      | 9      | 8               | 8                 |

### Mistrzostwa świata
| Rok  | Gospodarz | 500 m | 1000 m | 1500 m | wielobój | sztafeta |
| ---- | --------- | ----- | ------ | ------ | -------- | -------- |
| 2019 | Sofia     | 16    | 12     | 13     | 17       | —        |
| 2021 | Dordrecht | 4     | —      | —      | 8        | 7        |

### Mistrzostwa świata juniorów
| Rok  | Gospodarz | sztafeta |
| ---- | --------- | -------- |
| 2013 | Warszawa  | 12       |